# Pentium D

Pentium D

Nhãn hiệu Pentium D dùng để chỉ hai dòng chíp xử lý hai nhân 64-bit x86 với vi kiến trúc NetBurst. Mỗi con CPU bao gồm hai khuôn, mỗi khuôn chứa một nhân đơn (CPU) - hai khuôn nằm kế bên nhau - được đóng gói trong một bộ đa xử lý. Bộ xử lý đầu tiên mang nhãn hiệu này, có tên mã Smithfield, được Intel phát hành vào ngày 25 tháng 5 năm 2005. Chín tháng sau, Intel giới thiệu thế hệ kế cận, có tên mã Presler, nhưng không đưa ra những nâng cấp đáng kể nào về mặt thiết kế, do đó vẫn hao tốn khá nhiều điện năng.
Đến năm 2005, các bộ xử lý NetBurst đạt đến ngưỡng xung đồng hồ 4 GHz do giới hạn về độ nóng (và năng lượng) do TDP 130 W của Presler's (TDP cao cần giải nhiệt nhiều hơn do đó có thể ồn ào và đắt tiền hơn. Tương lại phụ thuộc vào những con CPU hai nhân hoặc nhiều hơn, có tốc độ xung đồng hồ chậm hơn nhưng lại hiệu quả hơn đặt trên một khuôn thay vì hai. Khuôn đôi Presler's phát hành lần cuối cùng vào ngày 8 tháng 8 năm 2008  sẽ đánh dấu sự kết thúc của nhãn Pentium D và cũng là vi kiến trúc NetBurst.